# El futuro es salvaje
El futuro es salvaje o Futuro salvaje (The Future is Wild) es una serie documental para televisión producida por Discovery Channel que fue estrenada en 2002. En ella se superponen imágenes de animales futuristas creados en 3D sobre fondos reales, con el fin de intentar mostrar cómo podría ser la fauna que habitase el Planeta Tierra dentro de 5, 100 y 200 millones de años, a lo largo de 3 episodios distintos. Esto no es en realidad más que una original forma de contar los procesos evolutivos al gran público por parte de varios científicos y divulgadores, entre los que se encuentran Dougal Dixon y Stephen Jay Gould.
Al contrario que su predecesor After Man, serie de libros de los 80 que también trata la Zoología-Ficción, El futuro es Salvaje da una  explicación sobre el destino final de la humanidad. Unos milenios después del siglo XX, los humanos partieron para colonizar otros planetas fuera del sistema solar, abandonando la Tierra para siempre. La razón real que llevó a los autores a proponer esto, es que el impacto ambiental de los humanos es simplemente imprevisible: en tiempos recientes se han extinguido animales como la zebra quagga o la paloma migratoria, que en sus tiempos abundaron por millones, debido a la acción única de nuestra especie. Eliminar la acción humana y dejar solo a la selección natural el trabajo de modeladora permite hacer una aproximación más fácil a la posible fauna del futuro. Se ha producido una serie animada que se llama: Viajeros del Tiempo, aunque en Estados Unidos es llamada igual que el documental, The Future is Wild. Una serie de libros que comenzó con el libro The Futuro si Wild: A Natural History of the Future escrito por Dougal Dixon y Joanna Adams el cual también mencionan especies y ecosistemas qué no aparecen en el documental original y se intento desarrollar un videojuego de realidad virtual llamado The Future is Wild VR pero fue cancelado tiempo después.

## 5 millones de años en el futuro
En esta época, en la Tierra vuelve a ocurrir otra Glaciación (después de varias glaciaciónes como en el Pleistoceno, con glaciares en Londres o París) es representada en el documental por 4 hábitats distintos: las frías tundras de Francia, el seco desierto salino que una vez fue el Mar Mediterráneo, la sabana que ha sustituido a la selva amazónica y el desierto frío de Kansas. Varios grupos emblemáticos de la fauna del siglo XX se han extinguido hace tiempo, como las jirafas, los elefantes, los rinocerontes, los delfines, la mayoría de los simios y las ballenas. En este primer episodio se retratan los cambios que pueden desarrollar los individuos de una especie en poco tiempo (por ejemplo, 10 o 15 mil años), como cambios de tamaño, proporciones de extremidades, aumento de la capa pilosa o nuevas conductas sociales.

### El mundo de hielo
La primera escena muestra la vida en la helada, seca y deforestada Europa, donde los animales han debido adaptarse rápidamente a la llegada del frío. Muchos de los antiguos mamíferos polares de Europa, como los renos, los osos o los lobos hace tiempo que se extinguieron por culpa de la presión humana y el pasado calentamiento global, por lo que la mayor parte de la fauna europea actual desciende de animales pequeños y fácilmente adaptables, como roedores, insectívoros o mustélidos. Los mamíferos herbívoros más abundantes son los marmópeles o carpincho lanudo del norte, marmotas del tamaño de una oveja que han aumentado de tamaño y reducido las superficies expuestas (extremidades, orejas, cola...) con el fin de ofrecer menos superficie a la intemperie, lo que les permite hacer frente al frío mejor. Estas adaptaciones son simples, fáciles y rápidas de conseguir, al igual que los cambios de conducta: en lugar de invernar como las marmotas, los marmópeles emigran al sur cuando arrecia más el frío y viven en manadas. También tienen una doble capa de pelo que les aísla eficazmente del exterior, de estructura similar al del extinto buey almizclero.
El mayor carnívoro de Europa y principal depredador del marmópeles es el gelitón o sable boreal o Acechador de la nieve acercándose más al nombre original Snowstalker
.Es un carnívoro blanco, de dientes de sable, a medio camino entre el oso polar y el Smilodon. Desciende del glotón y como él es solitario y muy voraz. Sigue durante días a los marmópeles hasta que hiere alguno con sus colmillos y lo deja ir para que se desangre y muera solo, alimentándose después de él. Su baja densidad de población debido a los escasos recursos hace que un gelitón pase meses o años antes de cruzarse con otro de su misma especie; por ello las hembras pueden parar el desarrollo del embrión y mantenerlo en estado de latencia hasta que las condiciones climáticas y la disponibilidad de alimentos sea la mejor gracias al fenómeno de implantación diferida.
En el Océano Atlántico el nicho dejado por los cetáceos (extintos) y los pinnípedos (diezmados por los cambios climáticos durante el Holoceno) ha sido ocupado por aves marinas gigantes como el alcanino o cormorana, descendiente del alcatraz. Este animal del tamaño de una foca no vuela y pasa la mayor parte de su tiempo en el mar pero debe regresar a tierra firme para incubar sus huevos.Su método dé defensa consiste en regurgitar peces parcialmente digeridos en una mezcla nociva que es suficiente para ahuyentar cualquier Sable Boreal hambriento.

### El desierto Mediterráneo
Empujada por las fuerzas tectónicas, África se movió hacia el norte impactando con España y cerrando el estrecho de Gibraltar. Como resultado, el Mediterráneo quedó cerrado y se secó hasta reducirse a unos pocos lagos salados en medio de un inmenso desierto de Halita en un plazo muy corto, poco más de 10 000 años. Las islas mediterráneas se han convertido en promontorios rocosos rodeados de sal donde la vegetación es reducida y solo crece entre las grietas de las rocas. Los pocos animales que se han adaptado a este nuevo ambiente son algunos de los menos exigentes, como los lagartos y algunos mamíferos generalistas. El resto se ha extinguido o ha tenido que emigrar a otros lugares. Por las vastas extensiones de sal vagan lagartos corredores de metro y medio como el crestil, que usa los pliegues extensibles de piel de su cabeza y su lengua pegajosa para atrapar moscas que se alimentan de microorganismos en la superficie de los lagos salados, estériles para los peces, en los que también viven aves evolucionadas de frailecillos, que han sustituido a los buitres, los colibrís de desierto, águilas y flamencos.
En las islas-montaña el herbívoro más característico es el scrofa, un diminuto cerdo descendiente del jabalí. Ha perdido gran parte de su tamaño y masa muscular en aras del ahorro, y el morro se ha alargado para permitirle buscar comida entre las grietas. Las patas son finas y acabadas en una pezuña alta como la del antílope saltarrocas para permitirle mantener el equilibrio sobre la piedra desnuda. Carece de depredadores, aunque las crías pueden caer víctimas de la comadruña, un alargado mustélido descendiente de la marta cibelina que gracias a su estilizada figura puede moverse por las grietas a salvo del calor.

### La sabana amazónica
Debido a que gran parte del agua de la Tierra forma ahora sus casquetes polares, las lluvias en los Trópicos han disminuido y con ellas lo han hecho las selvas ecuatoriales. La del Amazonas ha quedado reducida a un bosque de galería a lo largo de su caudal y afluentes, de mucha menor extensión. En el resto de su extensión, la selva ha sido sustituida por una sabana seca con lluvias estacionales y la mayor parte de su antigua biodiversidad, demasiado especializada debido a la competencia, se ha extinguido. También existen praderas inmensas. Algunos de los animales que habitan en la sabana y praderas, emigraron desde las praderas del sur, como el caraquilla, un ave cazadora terrestre de más de 2 metros de altura que desciende del caracara. Creció de tamaño y dejó de volar para ganar en velocidad y cazar así a los escurridizos animales que habitan entre las hierbas.
Entre éstos se encuentra el babocari o mandriucari, uno de los pocos monos que sobrevivieron a la desaparición de la selva. Desciende del uacarí (mono muy inteligente y sociable, de hábitos semiterrestres) y rara vez sube a los árboles, moviéndose rápidamente por el suelo en bandas de pocos individuos a la búsqueda de comida. Su sociabilidad e inteligencia se han incrementado hasta el punto de que puede construir trampas para peces en los lagos y conseguir así un aporte extra de proteínas.
El último animal mostrado en este hábitat es el placoteco, un roedor que ha sustituido la velocidad por la seguridad. Lento pero seguro, se mueve entre las hierbas bien protegido por su coraza de placas de pelo apelmazado y endurecido. Desciende de algún roedor sudamericano similar al agutí.

### El desierto de los vientos
Norteamérica también está cubierta en buena parte de su extensión por glaciares, lo que ha hecho disminuir las lluvias al sur de los mismos. Donde antes estaban las ricas praderas herbáceas y trigales del Misisipi, ahora hay un desierto frío y seco. Los animales que se han adaptado al cambio de ambiente son mínimos. También hay algún generalista que ha emigrado desde el sur, sustituyendo la sabana por el desierto: se trata del placoteco del desierto, pariente del que vive en Sudamérica. A pesar de ser parientes,los dos tienen varias diferencias especialmente en la forma de sus placas, el del Amazonas tiene menos placas pero su tamaño es mayor. Estos roedores vagan solitariamente por el desierto buscando raíces de plantas qué desentierra,un adulto no tiene predadores naturales pero sus crías son vulnerables.
Otro emigrante de hábitos sociales es el buitrélago, un enorme falso vampiro del tamaño de un águila que sobrevuela el desierto durante el día a la búsqueda de presas como pequeños mamíferos y aves. Por la noche, regresa a su cueva, donde puede ser alimentado por otro buitrélago en caso de que no haya capturado nada.
Entre los nativos destacan las topornices, aves sociales que viven bajo tierra y solo las reinas y machos blanqui-negros salen de noche durante la época de apareamiento. Cavan galerías a la búsqueda de raíces con la ayuda de sus alas transformadas en palas, son ciegas y poseen agudos sentidos del olfato y tacto. Su sistema social es similar al de las hormigas, las termitas o las ratas desnudas africanas.Muchas veces son matadas a causa del Placoteco del desierto accidentalmente,ya qué el Placoteco comparte su alimento y lo desentierra,a veces saca a los Topernices a la superficie mientras intenta buscar alimento.Dejándolas vulnerables a los Buitrelagos.
Esta fría glaciación solo durará unos pocos miles de años más. Luego la actividad volcánica calentara a La Tierra, haciendo que los hielos se derriten y regresen a los polos. Lo que daría comienzo al mundo invernadero 95 Millones de Años en el Futuro.

## 100 millones de años en el futuro
Tras la última Glaciación el clima volvió a ser templado, pero la temperatura aumentó posteriormente de forma gradual. A ello contribuyeron los movimientos continentales, que abrieron nuevas vías a las corrientes marinas cálidas y crearon redes de volcanes al chocar entre sí, que expulsaron gran cantidad de gases de efecto invernadero a la atmósfera. Muchos de estos volcanes aparecieron en las nuevas cordilleras del Mediterráneo, levantadas por el choque entre Europa y África, y de Bering, al impactar Australia con Siberia y Alaska. Groenlandia ha quedado reducida a una pequeña isla templada, en África el antiguo desierto del Sahara ha vuelto a ser una rica pradera, tal y como lo fue hace millones de años. Largos periodos sin cambios bruscos, sino constantes, han llenado el planeta de complejos organismos especialistas. 

### Mares cálidos y poco profundos
100 millones de años tras el siglo XX, la mayor parte de la superficie de los continentes ha quedado anegada por mares de menos de 100 metros de profundidad y plagados de vida animal y vegetal. Contra lo que pudiera ser previsible, no hay corales, pues los cambios químicos en las aguas del mar resultantes de las emisiones volcánicas y el derretimiento de los polos los han extinguido. En su lugar proliferan grandes bancos de algas rojas, al igual que 600 millones de años atrás. Se alimentan de ellas grandes invertebrados descendientes de la babosa de mar que llevan las esporas de algas de una a otra sin darse cuenta, actuando como el equivalente a un polinizador marino. Son los bati-remos. Igual que el pez payaso y la anémona, el bati-remo trabaja con las algas rojas. Las algas le dan un escondite, y el bati-remo, hace que sus depredadores lo persigan, hasta que se los coman las algas. Por la superficie navegan extrañas criaturas, las carabelusas o galeones españoles, grandes organismos que en realidad se tratan de colonias de medusas donde cada una se ha especializado como vela, casco o aparato para capturar el alimento, constituido por pequeños animales. Se trata de un paso más en la evolución de la antigua carabela portuguesa. Con el fin de defenderse de sus depredadores, la carabelusa es protegida por pequeñas arañas que viven sobre ella y se alimentan de algas y microorganismos parásitos que se le adhieren. Son los colocentes. Al igual que las especies anteriores, hacen que las carabelusas les den hogar, y a cambio, cada vez que un bati-remo se acerca, lo atacan con sus mandíbulas, haciendo que huya.

### El pantano de Bengala
Tras emigrar hacia el este, África Oriental (luego de desgajarse del continente a lo largo del Gran Valle del Rift) ha impactado con la India y se ha arrugado contra Indonesia. El golfo de Bengala sigue inundado, pero a muy escasa profundidad, conformando un gigantesco pantano de aguas estancadas, mezcla de dulces y salobres. Por sus aguas vagan todo tipo de peces, entre los que se encuentra el pejesapo, un feroz depredador que paraliza a sus presas con descargas eléctricas de 1000 voltios. Para huir de él, cierta especie de pulpo, los Octocotillus o pantanápodo, ha desarrollado la capacidad de aspirar aire y cría en tierra firme, dejando sus huevos en 'plantas guardería' donde se acumula agua de lluvia.
Por el pantano vaga también el mayor animal del período: el toratón o graquelonia, una tortuga de 20 metros de altura. Pesa 120 toneladas e incluso es mayor que el dinosaurio más grande que haya existido. Es un enorme herbívoro que se alimenta de la enorme cantidad de vegetación que existe a su alrededor. Sus crías pueden ser atacadas por el octocotilus, cuando este les inyecta como defensa para su planta-guardería, un veneno muy potente. El riesgo de muerte por el veneno desaparece al llegar a la edad adulta. Su caparazón se ha convertido en placas óseas dorsales.

### Las selvas de laAntártida
La Antártida ha emigrado al norte hasta situarse en el Ecuador, mudando en el proceso los hielos por la tundra, los bosques de coníferas, los caducifolios y finalmente, la selva tropical. Los animales que la pueblan son endemismos que han evolucionado ajenos al resto del mundo, principalmente antiguas aves marinas como los petreles que ahora ocupan todos los niveles de la selva. Unos de ellos, el mirlobatros y el petifuego, son ágiles voladores del tamaño de un colibrí que disuaden a sus enemigos expulsando sustancias corrosivas parecidas a las del escarabajo bombardero. Estas sustancias las obtiene de la flor del escupefuego, unas en la planta macho y otras en la hembra, y las almacenan en partes diferentes de su cuerpo, y solo se mezclan en el exterior. Además de las aves, los insectos ocupan otros muchos nichos y gracias a la abundancia de oxígeno proporcionada por la gran cantidad de plantas, crecen hasta tamaños increíbles. La libélula metálica, del tamaño de un halcón, patrulla los bosques cazando aves y los escarabajos del escupefuego consiguen engañar a los pájaros usando el camuflaje para hacerse pasar por su flor y capturar a los petifuegos.

### La Gran Meseta
Australia ha chocado con Siberia y Alaska formando una meseta montañosa que llega hasta los 12000 metros de altitud sobre el nivel del mar, cerca del océano hay acantilados y por unos kilómetros hay praderas, después empiezan los picos nevados. En este ambiente escasea el oxígeno y la atmósfera no filtra del todo la radiación ultravioleta. A pesar de ello, algunos organismos especialistas logran sobrevivir mediante rebuscadas técnicas para conseguir alimento, como las arañas plateadas, que forman colonias sociales similares a las de las hormigas, con reina, obreras y zánganos incluidos. Tejen redes a través de los valles para capturar semillas que el viento arrastra hasta las cumbres, se comen las semillas y sus propias telarañas mientras esperan a que engorde un lirotón, el último mamífero sobre la tierra, similar a un hámster. Estos animalillos engordan y se reproducen sin problemas en las colonias de arañas, hasta que son sacrificados para alimentar a sus dueñas. Las arañas solo son depredadas ocasionalmente por el gran rompevientos azul o grusgrus, una enorme grulla azul (para reflejar la radiación ese azul es brillante y casi metálico como un espejo azul) que se reproduce en las alturas cada verano y usa sus patas como un segundo par de alas y en la cabeza tiene otro par de alas para sostener su cabeza.
El segundo episodio de la serie termina con una catastrófica extinción masiva que acaba con el 95% de las especies de la Tierra, debido al aumento de la actividad volcánica, similar a la extinción qué ocurrió al final del Pérmico.

## 200 millones de años en el futuro
Tras 95 millones de años de evolución sin cambios bruscos, la gran mayoría de los seres vivos de la Tierra perecen en la extinción masiva de 100 millones de años en el futuro al ser incapaces de adaptarse rápidamente a la nueva situación. Grupos enteros que antaño eran omnipresentes, como los mamíferos, las aves, los reptiles y la mayor parte de los peces óseos se extinguen por completo. Únicamente animales ultrarresistentes como los insectos o los cefalópodos consiguen sobrevivir y recolonizar la tierra a lo largo de los 100 millones de años siguientes, iniciando toda una serie de nuevas especies, géneros y familias.

### Océano Global
Dentro de 200 millones de años, los continentes han vuelto a unirse formando una Nueva Pangea o Segunda Pangea. En consecuencia, se origina alrededor del supercontinente un superocéano con pocas corrientes marinas y diferencias extremas de temperatura entre sus sectores, lo que genera a su vez superhuracanes de más de 400 km/h con cierta regularidad. Sin aves que surquen el cielo, los aires están ahora dominados por los volamares o aladores, verdaderos peces voladores que respiran aire e incluso se reproducen en tierra (evolucionaron del pez volador). Los volamares de las costas se alimentan de animales acuáticos que capturan sobre la superficie, especialmente crustafines o silverswimmers, antiguas larvas de cangrejo que siguieron siendo nadadoras debido a un proceso de neotenia, y posteriormente se diversificaron en toda clase de formas posibles, desde nadadores rápidos de la superficie y gigantes come plancton a lentos depredadores silenciosos que viven semienterrados en el fondo.
Los volamares solo son depredados por el calamaris, que también se alimenta de todas las formas de crustafines, un gigantesco calamar del tamaño de una ballena que puede cambiar de color y dibujo a voluntad. Entre sus habilidades están la de imitar el brillo desprendido por los bancos de crustafines bajo el agua y atraer así a los volamares incautos para luego devorarlos. Cada año, los calamaris macho hacen una exhibición de sus habilidades con el fin de impresionar a las hembras y poder aparearse con ellas.
Pese a su gigantesco tamaño, también tienen depredadores los calamaris, en su caso son cazados por los tibolux o demoledores, tiburones inteligentes que cazan en manada y se comunican por medio de la bioluminiscencia, pero cuando encuentran un tibolux solitario el cazador se vuelve el cazado ya que no puede hacer nada debido a su tamaño.

### El Gran desierto central
Alrededor del 90% de Nueva Pangea es desértico debido a la lejanía de gran parte de su territorio respecto del mar, que impide la llegada de nubes cargadas de lluvia. La parte central está salpicada de lagos salinos muy profundos, último vestigio del primitivo Océano Pacífico (algún día se volverán cenotes como los de México y Centroamérica). Dentro de estos lagos vive una compleja fauna de gusanos acuáticos, entre los que cabe destacar al gran carnívoro megafauces, gusano de un metro de largo, y a los bermiescuros que brillan en la oscuridad y desprenden tinta como defensa, además de estrellas, erizos, cangrejos y peces que anteriormente habitaban a miles de metros de profundidad en fallas termales y los gusanos jardineros. Estos tienen una relación simbiótica con ciertas algas que viven sobre su lomo y les proporcionan alimento, pero para ello deben dejar las aguas y pasar varias horas al sol para que puedan hacer la fotosíntesis. 
Este momento es aprovechado por las terramitas, termitas con una compleja diferenciación en castas (soldados, disparadoras de pegamento biosintético, transportadoras, derritidoras de roca o excavadoras obreras, granjeras, acumuladoras de agua, reinas, zánganos, niñeras, creadores de ventanas...) que usan las algas como combustible para cultivar hongos en su termitero, los cuales les sirven a su vez de alimento. Impiden que los gusanos escapen hacia el agua disparándolas una especie de telaraña pegajosa que los inmoviliza mientras les quitan su preciada carga de algas.

### El desierto de sombra
Las zonas costeras reciben lluvia normalmente, con la sola excepción de una situada al sureste de Nueva Pangea. Allí, las cordilleras montañosas impiden descargar lluvia a las nubes debidamente. Tan solo el impacto de los superhuracanes consigue hacer pasar un poco de agua y varios volamares muertos por encima de las cumbres.
Estos cadáveres de volamares son el objetivo del escaraplano, un escarabajo que recorre largas distancias en busca de estos peces para depositar sobre ellos sus crías, llamadas nercoboros, que se alimentaran del volamar y se transformara en escaraplanos y volver a comenzar la vida antes de que se seque el volamar, tras lo cual muere la madre de los necorboros.
No solo los animales poseen adaptaciones extrañas. La plantamuerte de cuello de botella es una planta carnívora provista de una bolsa llena de púas venenosas que puede ocultarse bajo una fina trampilla de arena a la espera de que una presa la pise en falso y caiga dentro. Su alimento más común es el saltarol, un caracol saltador del desierto que tiene el tamaño de un conejo y solamente sale por la noche, saltando sobre su único pie a la búsqueda de plantas xerófilas arbustivas. Cuando un saltarol pisa la trampa de arena, cae donde están las púas venenosas que le inyectan un veneno matándolo rápidamente, para luego ser consumido por la plantamuerte. En el amanecer, la planta reconstruye su trampa y expulsa la única parte no digerible del saltarol: su concha, para esperar la siguiente víctima por la siguiente noche.
En época de reproducción, las plantamuerte atraen a los escaraplanos produciendo una flor con aspecto y olor similar a un volamar muerto. La flor posee una pequeña hendidura por donde el escaraplano entra y cae a un depósito de semillas. Al intentar salir, las semillas se le pegan y después, el insecto es catapultado fuera del depósito. Cuando el escaraplano encuentra un volamar auténtico, también depositará las semillas de la plantamuerte, las cuales tendrán como único fertilizante al volamar muerto, en medio del árido desierto de Nueva Pangea.

### El bosque del norte
No toda Nueva Pangea es desértica. Al nornoroeste del gran continente, en lo que un día fueron el Sáhara Occidental, Marruecos, el Congo, Sudáfrica y la península ibérica, la afluencia de nubes y precipitaciones ha generado un lluvioso bosque húmedo, parecido al que 200 millones de años atrás crecía en Washington o en Galicia. Por allí vaga el mayor animal del momento, el calafanteo megasquit, un calamar terrestre de gran tamaño que respira aire y se mueve erguido sobre sus ocho patas musculosas. Come frutos y cualquier animalillo que pueda cazar con sus otros dos tentáculos suplementarios. A veces, el calafante come sin darse cuenta hongos parásitos como la plantaliquen o liquemaña o micoprotos que se apoderan de su organismo durante unos momentos y le hacen dirigirse y expulsarlo en una zona determinada, permitiendo su expansión. La plantaliquen vive sobre las ramas de los árboles, capturando y digeriendo todos aquellos animales que chocan contra ella, especialmente volabríes también llamados volairis o rana voladora arcoíris, unos volamares de hábitos terrestres que viven en las copas de los árboles y vuelan veloces entre sus ramas a la búsqueda de insectos de los que alimentarse.
Allí arriba también moran los calabones, calamares arborícolas emparentados lejanamente con el calafante. Al contrario que éste, son pequeños, ágiles y de hábitos sociales, son omnívoros pero principalmente se alimentan de frutos provenientes de líquenes que parecen árboles y dan frutas o de volabríes. Poseen una gran inteligencia y en poco tiempo darán lugar a un nuevo organismo autoconsciente, al final del episodio el narrador dice que no están totalmente seguros de que las especies que vemos en el documental se desarrollaran pero científicamente tienen muchas posibilidades.

## Franquicia multimedia
Tras la emisión de la serie, The Future Is Wild se expandió hacia otros medios, incluidos libros, entretenimiento infantil, exposiciones, atracciones de parques temáticos, material educativo y juguetes. [ 5 ]

### Libros
El futuro es salvaje fue acompañado por dos libros complementarios, El futuro es salvaje: Una historia natural del futuro (2002), coescrito por Dougal Dixon y Joanna Adams, junto con El mundo salvaje del futuro (2003) de Claire Pye. El futuro es salvaje: Una historia natural del futuro es una obra de referencia familiar de 128 páginas y El mundo salvaje del futuro es una obra de referencia de 96 páginas para niños más pequeños. Estos libros fueron traducidos a 20 idiomas. La traducción francesa de El mundo salvaje del futuro, titulada Les Animaux du Futur ('Los animales del futuro'), incorporó la realidad aumentada, uno de los primeros libros en hacerlo.
Otro trabajo de referencia para niños, también de 96 páginas, fue coescrito por Dougal Dixon y Joanna Adams en la década de 2010, titulado The Future Is Wild: Our World Tomorrow. El libro fue publicado en 2016 en China por Hunan Publishing. A nivel internacional, el libro ha sido lanzado en formato de libro electrónico y iBook como un libro de realidad aumentada, bajo el título The Future Is Wild: The Living Book. The Future Is Wild: The Living Book se lanzó en 2011, presentado por primera vez en la Feria del Libro de Frankfurt de 2011. Las más de cuarenta funciones diferentes de realidad aumentada fueron desarrolladas por la empresa alemana Meatio. El libro ha recibido atención académica como un trabajo que muestra cómo la realidad aumentada puede alentar a los lectores a conectarse con un libro.

### Serie animada infantil
Artículo principal: El futuro es salvaje (serie de televisión de 2007)
En 2007, Discovery Kids estrenó una serie animada en 3D para niños (dirigida a niños de seis a doce años) basada en The Future Is Wild. Consta de 26 episodios, cada uno de 22 minutos de duración, la serie también se llamó simplemente The Future Is Wild , y siguió a los cuatro niños CG, Ethan, Emily y Luis, y su mascota Squibbon, mientras viajaban a través del tiempo y exploraban los escenarios y animales vistos en la serie original. Según Joanna Adams, la serie animada, al igual que la serie original, anima a los espectadores a pensar en el futuro del planeta, pero "esta vez está dedicada especialmente a los niños y nuestra ciencia del futuro está entretejida en algunas historias realmente divertidas sobre un grupo de niños que viajan en el tiempo". Partes del equipo original de The Future Is Wild trabajaron en la serie, y fue producida conjuntamente por la empresa singapurense iVL Animation y la empresa canadiense Nelvana. Fue el primer programa de televisión animado en 3D coproducido por Singapur que se transmitió en Estados Unidos y Alemania.

### Exposiciones
Ha habido cuatro exposiciones especiales notables de El futuro es salvaje, La exposición en Futuroscope se llamó Les Animaux du Futur y fue inaugurada el 5 de abril de 2008 por el político francés Hervé Novelli. La exposición en sí era completamente interactiva, utilizando tecnología de realidad aumentada y también contenía la primera atracción de parque temático de realidad aumentada del mundo. La atracción implicaba que los visitantes se sentaran en un automóvil, equipado con pulseras con sensores y gafas con pantallas LCD. Luego, la atracción simulaba una expedición de safari en el tiempo, en la que los visitantes podían interactuar con las diversas criaturas que encontraban. En total, la exposición costó 7 millones de euros. La exposición recibió el reconocimiento entre los especialistas en realidad virtual, siendo ganadora del prestigioso premio Laval Virtual en 2008. Les Animaux du Futur se cerró en 2012.
Al igual que la exposición y la atracción Futuroscope, la exposición del Acuario de Sídney, abierta entre 2010 y 2011, empleó tecnología avanzada como hologramas, imágenes generadas por computadora, animatrónica y realidad aumentada. Entre otras cosas, se utilizó realidad aumentada y tecnología de seguimiento facial para permitir que los visitantes se vieran a sí mismos con un equipo de buceo virtual, buceando junto a algunas de las criaturas. A diferencia de la mayoría de las exposiciones especiales, las instalaciones de The Future Is Wild se separaron en instalaciones específicas para cada especie distribuidas por todo el acuario, en lugar de concentrarse en un solo lugar, y cada una exhibió nuevas tecnologías. La exposición también tenía como objetivo alentar la participación escolar, lanzando un concurso llamado "Diseña una criatura marina del futuro", en el que el diseño ganador se convirtió en una exhibición permanente "de tamaño natural" en el acuario.
La exposición en el Dinosaurier-Park Münchehagen, inaugurada en 2012, fue considerablemente diferente de las exposiciones francesa y australiana, optando por una exposición mucho más tradicional que contenía solo modelos "de tamaño natural" de algunas de las criaturas de The Future Is Wild , con fondos realistas detrás de ellos. La sala que contiene los modelos fue diseñada para actuar como un "final del viaje", después de que los visitantes hayan caminado a través de los millones de años de criaturas prehistóricas exhibidas en otras partes del parque. En 2016, los dieciséis modelos de The Future Is Wild se trasladaron a Dinosaurierpark Teufelsschlucht, otro parque, y se colocaron al final de la pasarela del parque de modelos exhibidos de dinosaurios y otras criaturas prehistóricas.

### Otros medios
En 2004, The Future Is Wild fue adaptada en una película fulldome de 20 minutos. La película fulldome fue realizada por Evans & Sutherland, en asociación con Discovery Channel International, Animal Planet y GOTO Optical Company está narrada por el actor estadounidense John de Lancie.
The Future Is Wild tuvo una base de fanes muy fuerte en Japón. En 2006-2007, la serie fue adaptada a un manga basado en una historia, escrito e ilustrado por el artista Takaaki Ogawa. Una línea de figuras de juguete basadas en criaturas de The Future Is Wild fue producida por la compañía Diamond con sede en Tokio en 2006. Se lanzaron siete figuras, cada una de aproximadamente cinco centímetros de alto, que representan a Gannetwhale, Carakiller, Toraton, Poggle, Terabyte, Ocean Flish y Megasquid. Las figuras también se lanzaron en Francia en 2008 para coincidir con la inauguración de la exposición en Futuroscope, y en Australia en 2010 para coincidir con la exposición en el Acuario de Sídney.
Dado que El futuro es salvaje se basa en la ciencia actual sobre la evolución, el medio ambiente, la ecología y el cambio climático, la serie se ha adaptado a material educativo. Comercializada como "una mezcla única de ciencia e imaginación combinada con educación y entretenimiento", existen planes de lecciones específicos para el currículo del Reino Unido basados en la serie, que están disponibles gratuitamente. Entre otras cosas, las lecciones incluyen la creación por parte de los niños de sus propios entornos, plantas y animales futuros. En Francia, se coordinaron proyectos educativos experimentales con la exposición El futuro es salvaje en Futuroscope, e incluyeron recursos para el aula como gráficos impresos y un programa interactivo en CD-ROM.

### Proyectos cancelados
Tras el éxito de The Future Is Wild , se hicieron planes para adaptar la serie en un largometraje con Warner Bros, pero esos planes fracasaron después del estreno de la película Avatar (2009) de James Cameron, cuando Warner Bros. sintió que el listón para una película de este tipo se había elevado demasiado. Joanna Adams y el equipo en un momento dado también trabajaron en el desarrollo de una serie documental secuela de la serie original The Future Is Wild , denominada The Future Is Wild 2 , y habían recaudado la financiación necesaria, pero el proyecto colapsó cuando Discovery Channel anunció que ya no harían documentales.
Reactivación planificada de la franquicia
En 2016, John H. Williams , productor de la franquicia animada Shrek , y su compañía de animación Vanguard Animation , adquirieron los derechos para producir una serie de televisión animada basada en El futuro es salvaje . En una entrevista de enero de 2016, Williams afirmó que "creemos que El futuro es salvaje será un espectacular punto de lanzamiento de la franquicia para nosotros en la televisión de calidad" y también mencionó que Vanguard Animation estaba trabajando en la creación de una serie de acción y aventuras de ciencia ficción de 26 partes, planeada para ser producida como una coproducción internacional.
Al mismo tiempo que Vanguard Animation adquirió los derechos para producir una nueva serie de televisión, Adams también declaró en una entrevista que estaba considerando relanzar la franquicia: "coincidiendo con el desarrollo de esta nueva serie, estamos implementando nuestros planes para medios digitales, como juegos móviles, aplicaciones y libros multimedia interactivos". Adams cree que una tecnología más moderna podría ayudar a levantar y ayudar a lanzar The Future Is Wild en una nueva dirección, al mismo tiempo que se recrean o desarrollan aún más algunas de las "historias originales" y "temas originales". Coincidiendo con este intento de resurgimiento de la franquicia, The Future Is Wild estuvo una vez más en los eventos de la Feria del Libro de Frankfurt y MIPTV Media Market en 2016 para presentar el nuevo contenido planificado.
En 2015, el desarrollador de realidad virtual y realidad aumentada Cornel Hillmann, y su estudio, STUDIO CGARTIST, comenzaron a desarrollar The Future Is Wild para realidad virtual, centrándose inicialmente en proyectos de vista previa a pequeña escala. El primer proyecto completado fue un pequeño programa de vista previa para Google Cardboard, que tuvo una respuesta positiva en la Feria del Libro de Frankfurt de 2016. Un juego de realidad virtual titulado The Future Is Wild VR, estaba en desarrollo en 2016. Según Hillmann, el juego estaba destinado a ser un juego de exploración en primera persona con elementos de supervivencia, con jugadores capaces de viajar a través de cinco períodos de tiempo futuros entre 50 y 200 millones de años en el futuro. El juego también estaba planeado para introducir 20 nuevas criaturas, algunas de ellas basadas en diseños originalmente pensados para el no producido The Future Is Wild 2. Hillmann tuvo la oportunidad de comunicarse con Dougal Dixon, quien ofreció su opinión sobre algunos de los diseños. En 2019, el juego todavía estaba en desarrollo. Según Hillmann, The Future Is Wild VR eventualmente será parte de un "relanzamiento de marca importante" junto con otros tipos de medios y materiales de The Future Is Wild.

## Animales y otros seres vivos del futuro
- 5 millones de años
  - Marmópeles: Evolucionado a partir de la actual marmota (Imagen de un marmopeles (enlace roto disponible en Internet Archive; véase el historial, la primera versión y la última).).
  - Gelitón: Evolucionado a partir del actual glotón (Imagen de un geliton (enlace roto disponible en Internet Archive; véase el historial, la primera versión y la última).).
  - Alcanino: Evolucionado a partir del actual alcatraz.
  - Comadruña: Evolucionada a partir de la actual marta cibelina (Imagen de una comadruña).
  - Crestil: Evolucionado a partir del actual lagarto con chorreras (Imagen de un crestil).
  - Scrofa: Evolucionado a partir del actual jabalí.
  - Caraquilla: Evolucionada a partir de la actual caracara.
  - Babocari: Evolucionado a partir del actual cacajao.
  - Placoteco: Evolucionado a partir del actual agutí (Imagen de un placoteco).
  - Toporniz: Evolucionado a partir de la actual codorniz (Imagen de un toporniz (enlace roto disponible en Internet Archive; véase el historial, la primera versión y la última).).
  - Buitrélago: Evolucionado a partir del actual murciélago.

- 100 millones de años
  - Bati-Remo: Evolucionado a partir de la actual babosa.
  - Carabelusa: Evolucionada a partir de la actual medusa, con aspecto de carabela española.
  - Colocente: Evolucionado a partir de la actual araña marina.
  - Octocotillus: Evolucionado a partir del actual pulpo.
  - Toratón: Evolucionado a partir de la actual tortuga.
  - Pejesapo Del Futuro: Evolucionado a partir del actual pejesapo.
  - Petifuego o Picaflores: Evolucionado a partir del actual petrel.
  - Mirlobatros: Evolucionado a partir del actual albatros.
  - Libélula Metálica: Evolucionada a partir de la actual libélula.
  - Mecopteros Del Futuro: Evolucionado a partir del actual mecoptero.
  - Grusgrús: Evolucionado a partir de la actual grulla.
  - Arañas Plateadas: Evolucionada a partir de la actual araña.
  - Lirotón: Evolucionado a partir del actual lirón.

- 200 millones de años
  - Crustafines: Evolucionado a partir de las actuales larvas de crustáceos.
  - Tibolux: Evolucionado a partir del actual tiburón.
  - Bermiescuro: Evolucionado a partir del actual gusano marino.
  - Megafauces: Evolucionado a partir del actual gusano marino.
  - Gusano de jardín o Agroverniz: Evolucionado a partir del actual gusano, combinado con líquenes.
  - Calamiris: Evolucionado a partir del actual calamar.
  - Teramita: Evolucionada a partir de la actual termita.
  - Volamar: Evolucionado a partir del actual pez volador.
  - Escaraplano: Evolucionado a partir del actual escarabajo.
  - Necorvoro: Evolucionado a partir del actual escarabajo en estado de larva.
  - Saltarol: Evolucionado a partir del actual caracol.
  - Planta Muerte: Evolucionado a partir de la actual atrapamoscas.
  - Volabrí: Evolucionado a partir del actual pez volador, pero en tierra.
  - Micoprotos: Evolucionado a partir del actual hongo.
  - Calafante: Evolucionado a partir del actual calamar, pero en tierra.
  - Calabón: Evolucionado a partir del actual calamar, pero en los árboles.